# Coppo di Marcovaldo

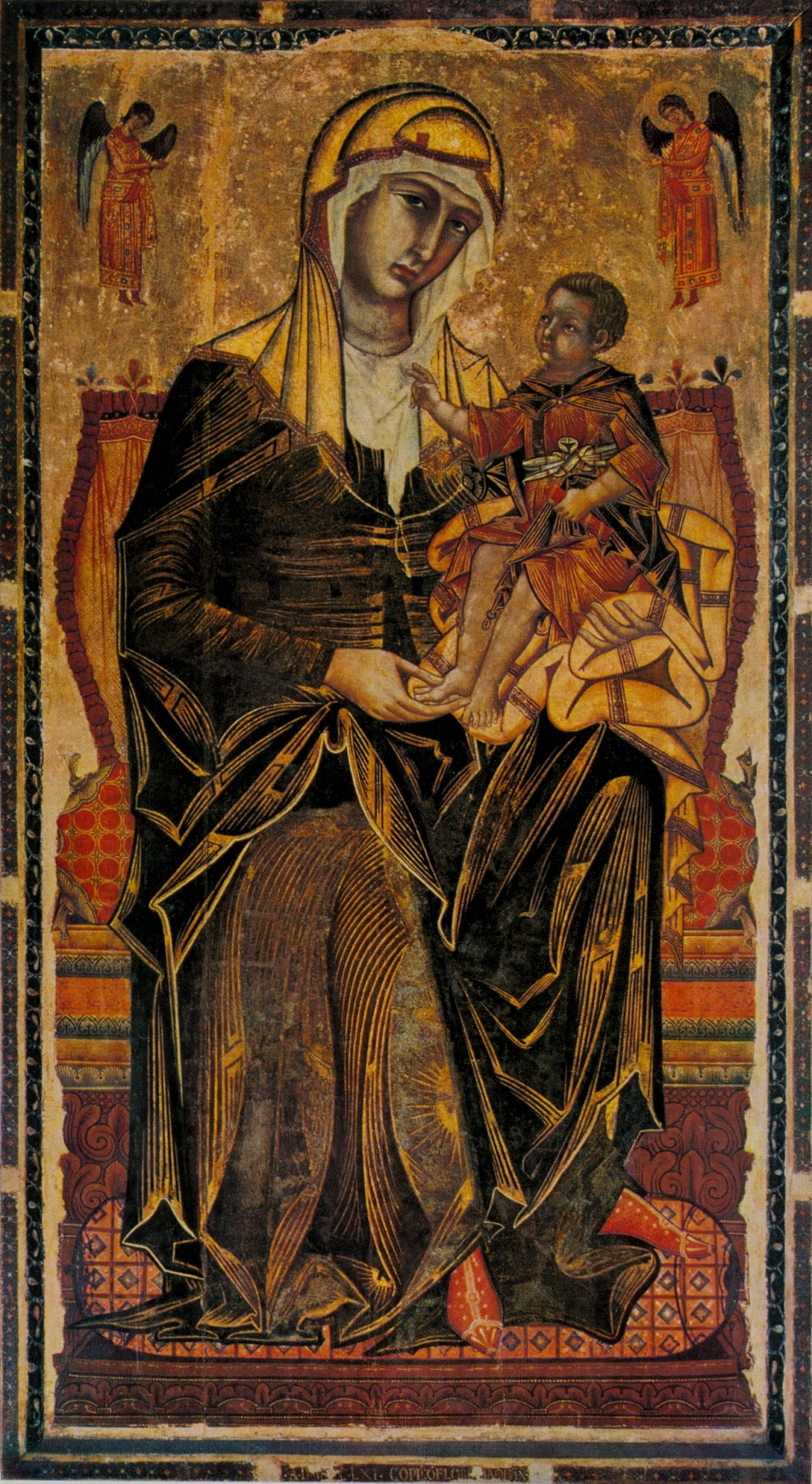
Virgen del Bordón, 1261.

Coppo di Marcovaldo (Florencia, h. 1225 – h. 1276) fue un pintor italiano activo en la Toscana.

## Biografía
Este pintor florentino aparece mencionado como activo en Pistoia en el año 1265, donde pintó frescos en la capilla de Santiago en la catedral.
La única otra obra que se le atribuye con certidumbre es la Virgen del Bordón, firmada y fechada en (1261), para la basílica de Santa María dei Servi de Siena, donde estuvo prisionero después de la batalla de Montaperti en la que había participado. Una obra parecida atribuida al mismo puede encontrarse en una iglesia de Orvieto. Otra atribución reciente es un retablo con San Miguel Arcángel y su leyenda en el museo de San Casciano in Val di Pesa, datando de alrededor de 1255-1260, que por lo tanto sería su obra más antigua conocida.
También proporcionó algunos cartones para los mosaicos en el baptisterio de san Juan en Florencia, esto es el visionario Juicio Final (h. 1260-1270). En 1274, con su hijo Salerno, pintó algunos paneles para la catedral de Pistoia, hoy perdidos.
Se cree que Coppo fue un cautivo en Siena, durante el conflicto entre Florencia y Siena, durante este tiempo contribuyó con obras que le llevaron a la libertad, la Maestà (Virgen con Niño). Las caras no son originales, y fueron repintadas según se cree por Duccio di Buoninsegna.